# Prévention des déchets
 (mars 2007).

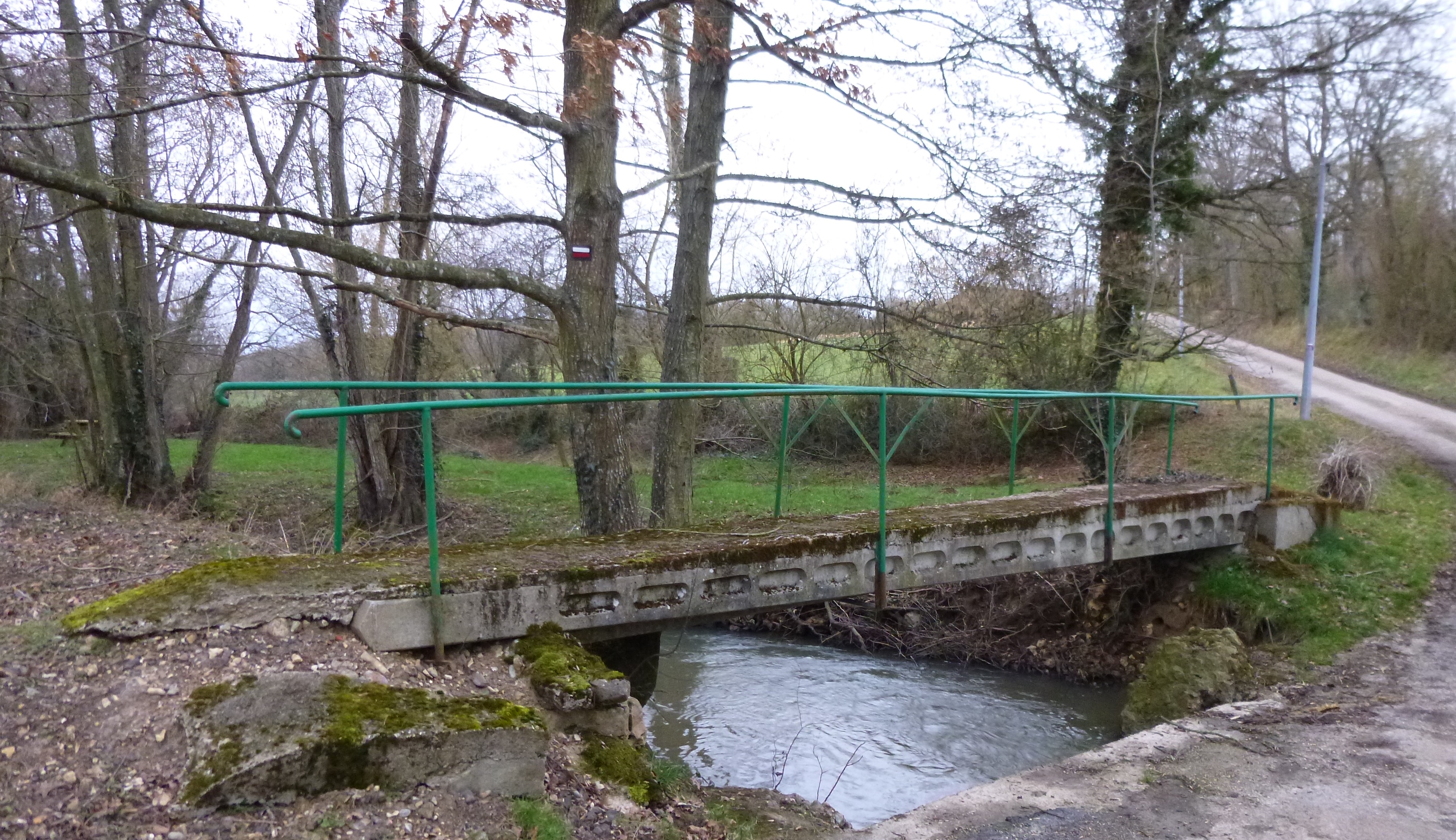
La prévention des déchets passe notamment par la réutilisation d'objets considérés comme en fin de vie, en lui donnant éventuellement une fonction nouvelle, comme ici avec des poteaux électriques réutilisés pour faire un petit pont.

La prévention des déchets est l'ensemble des mesures et des actions prises en amont (notamment au niveau de la conception, de la production, de la distribution et de la consommation d'un bien) visant à réduire l'ensemble des impacts environnementaux et à faciliter la gestion ultérieure des déchets. Elle implique notamment la réduction des déchets produits, la réduction de leur dangerosité ou toxicité et l'amélioration de leur caractère réutilisable ou valorisable.
Le déchet le plus facile et le moins coûteux à trier et à gérer est celui qu'on ne produit pas, comme le rappellent régulièrement en France les campagnes de l'Ademe ou la Semaine européenne de la réduction des déchets.

## La prévention

### Prévention quantitative

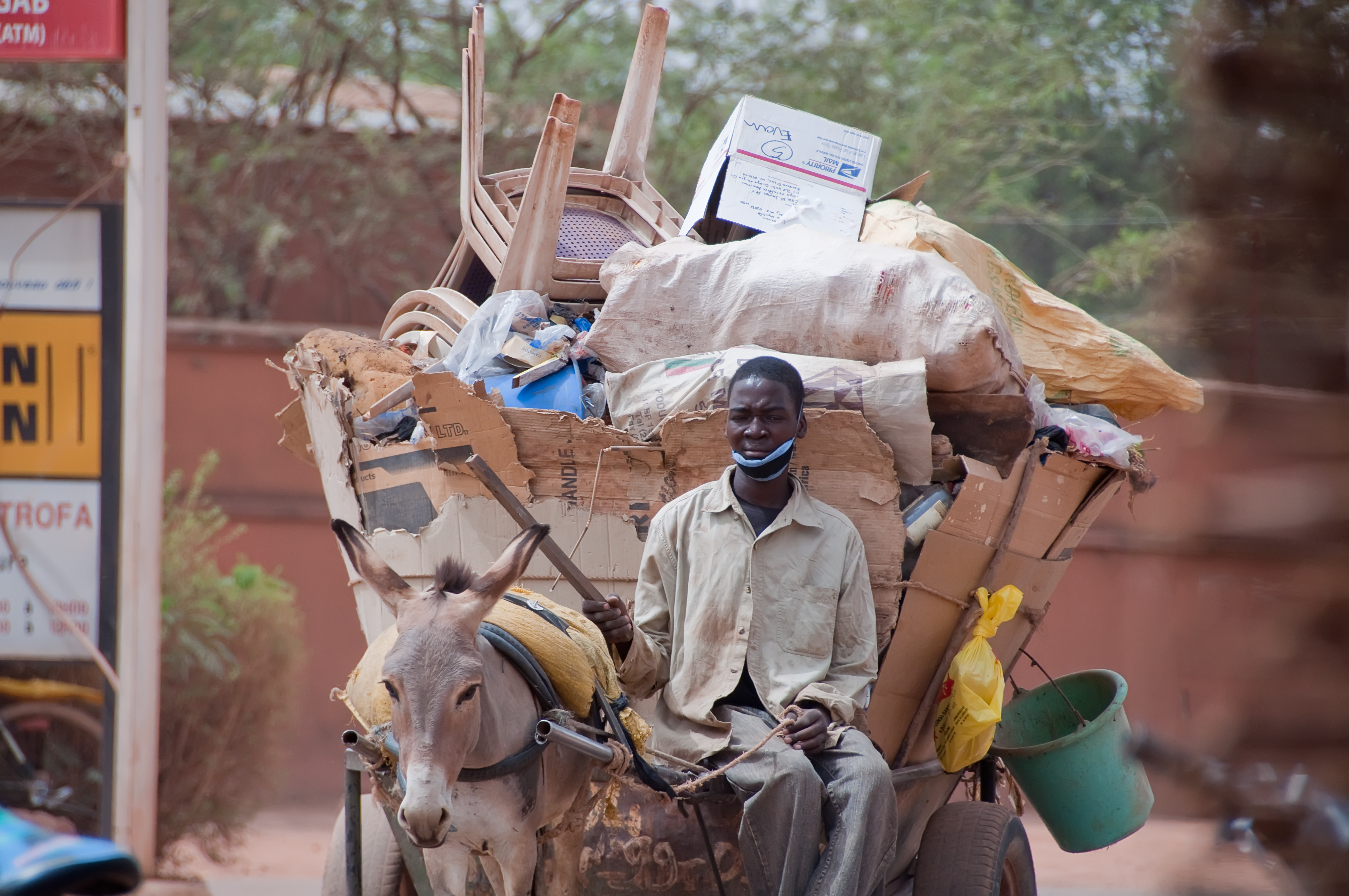
La collecte sélective des déchets, permet la réparation ou la réutilisation de certains déchets.

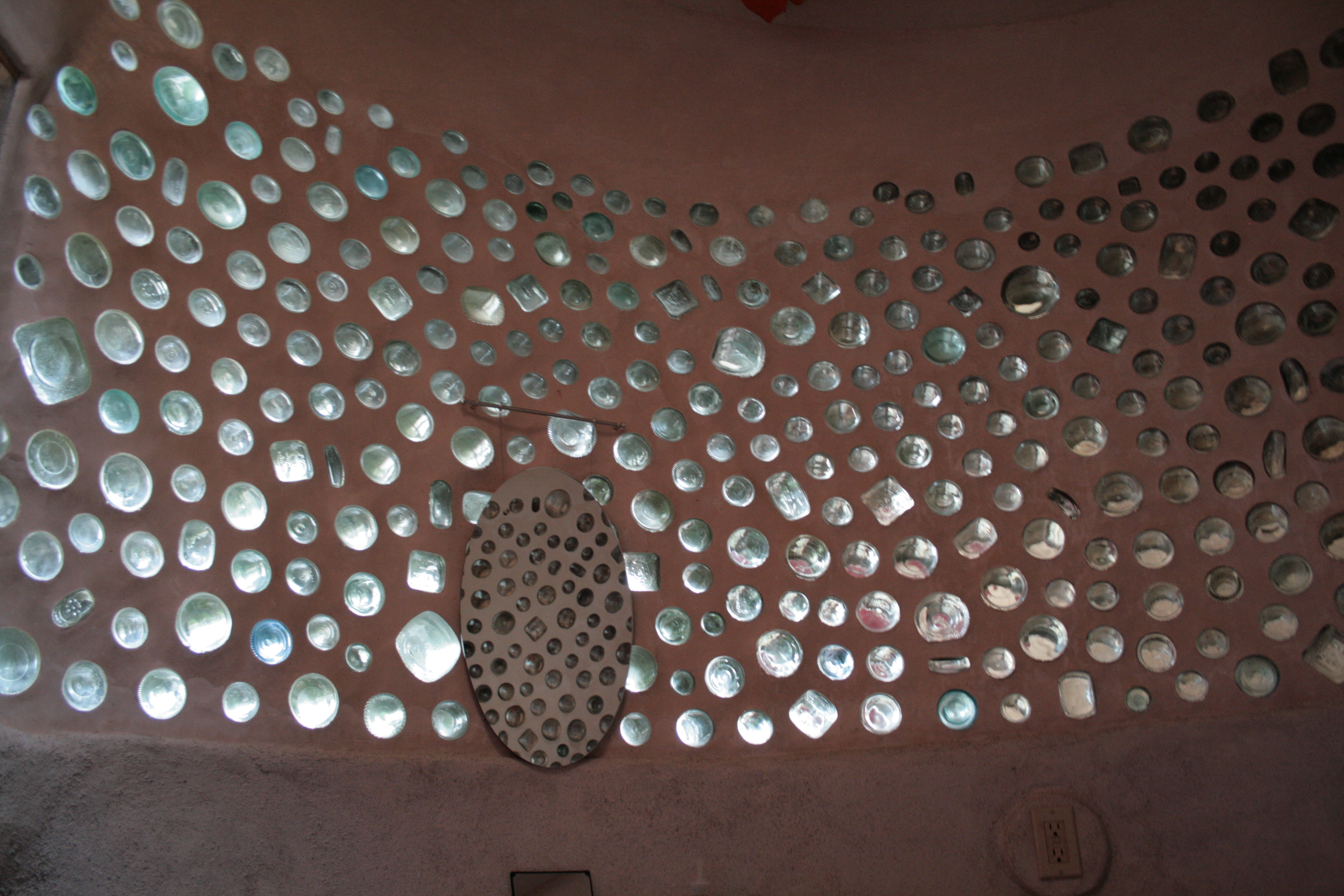
Mur intérieur d'une salle de bain construite avec des bouteilles de verre.

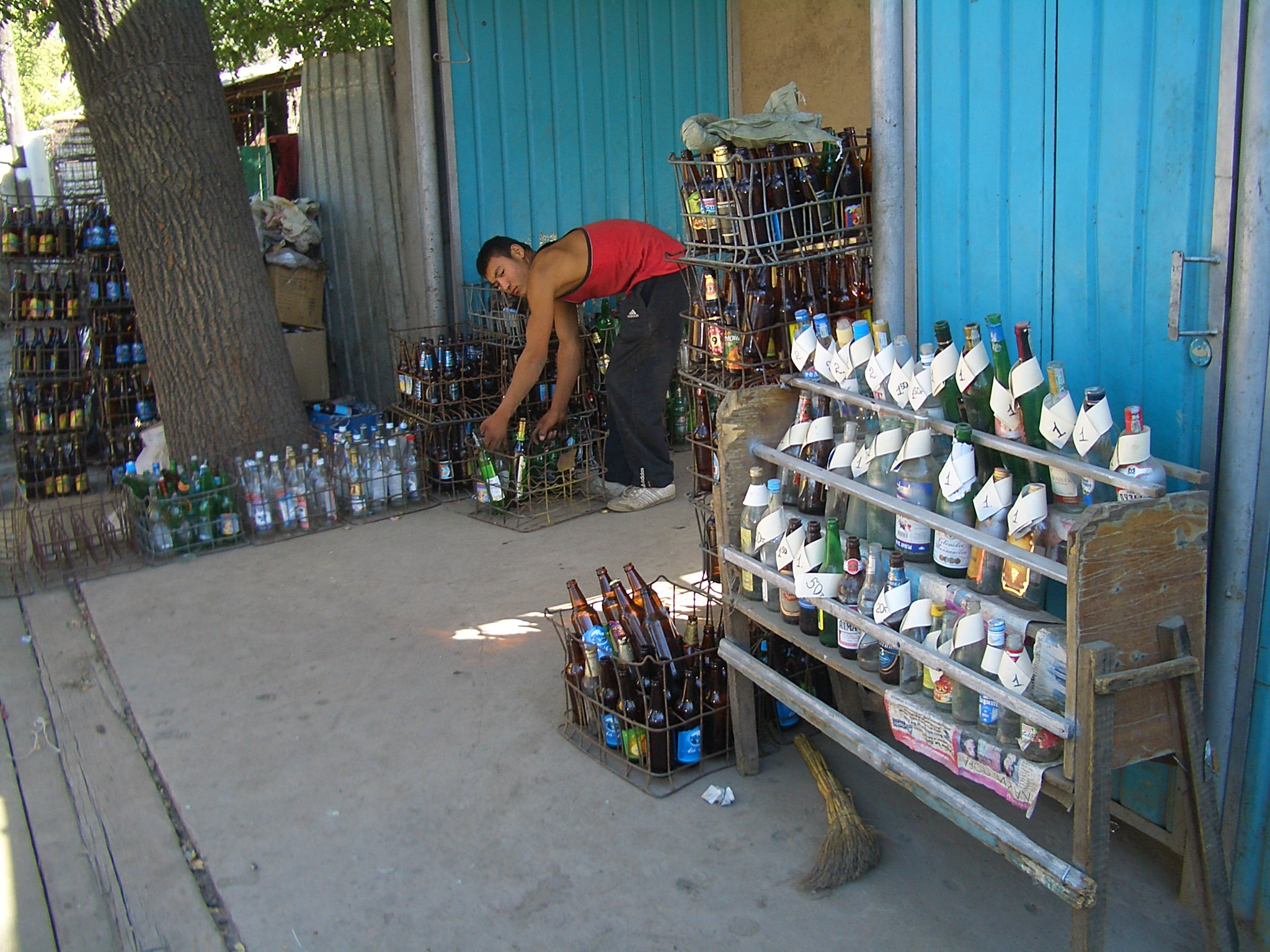
Point de collecte de bouteilles de verre, ensuite revendues à très bas prix (environ 0,02 USD), ici dans le bazaar d'Alamedi à Bishke.

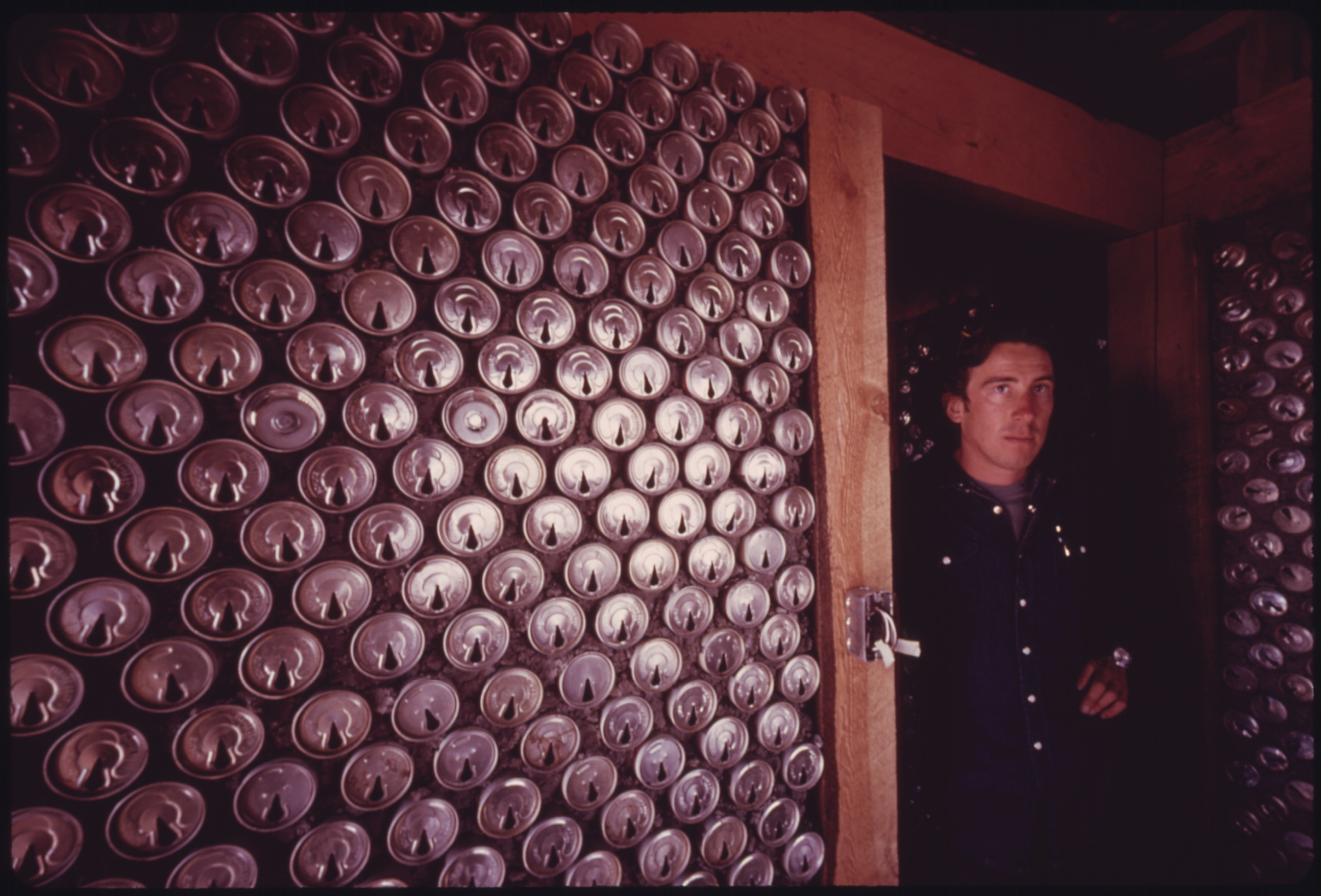
Mur réalisé à partir de cannettes de bière vides, dans une maison expérimentale construite par le designer Michael Reynolds (EPA, 1974).

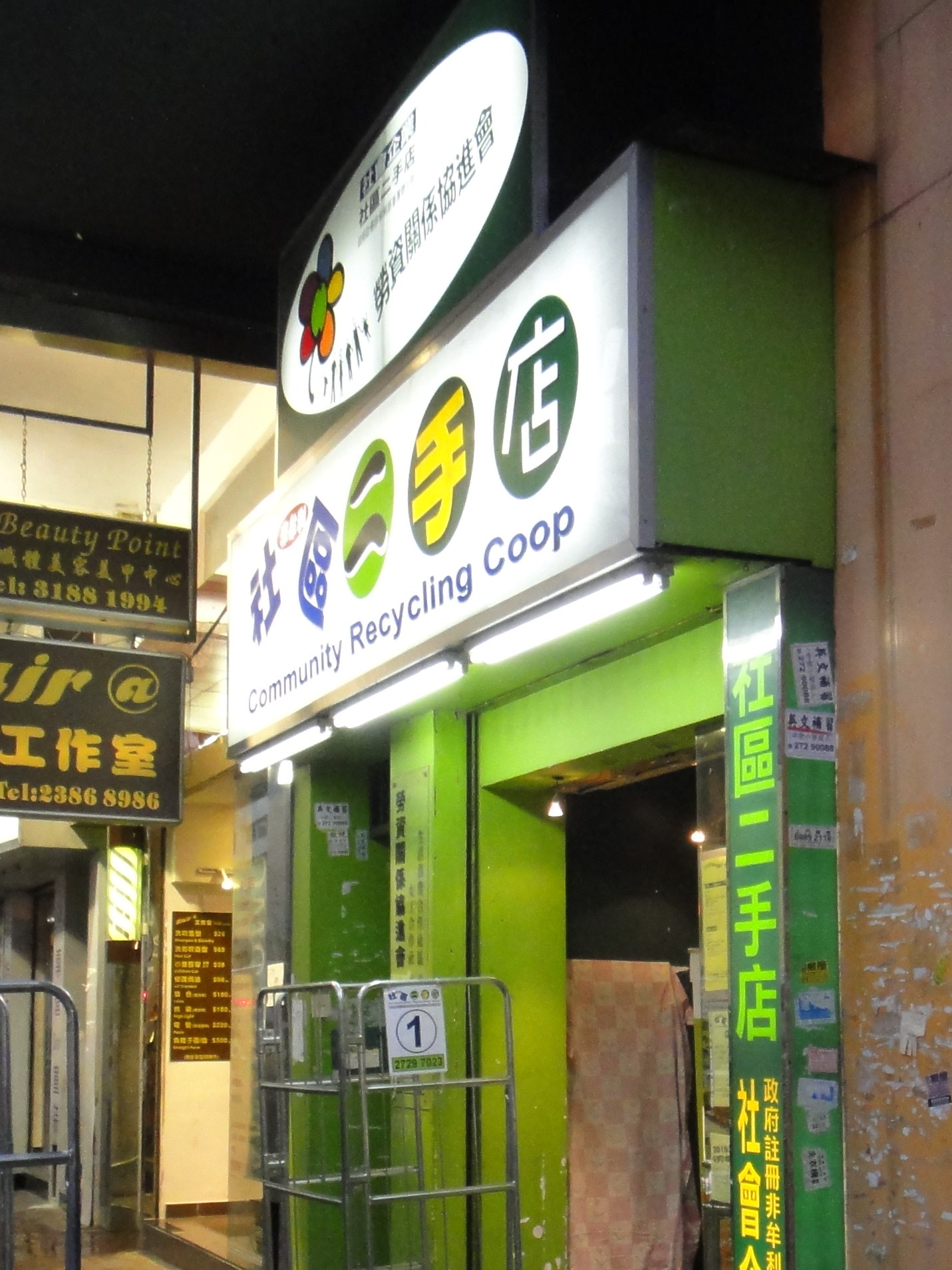
Boutique coopérative de recyclage.

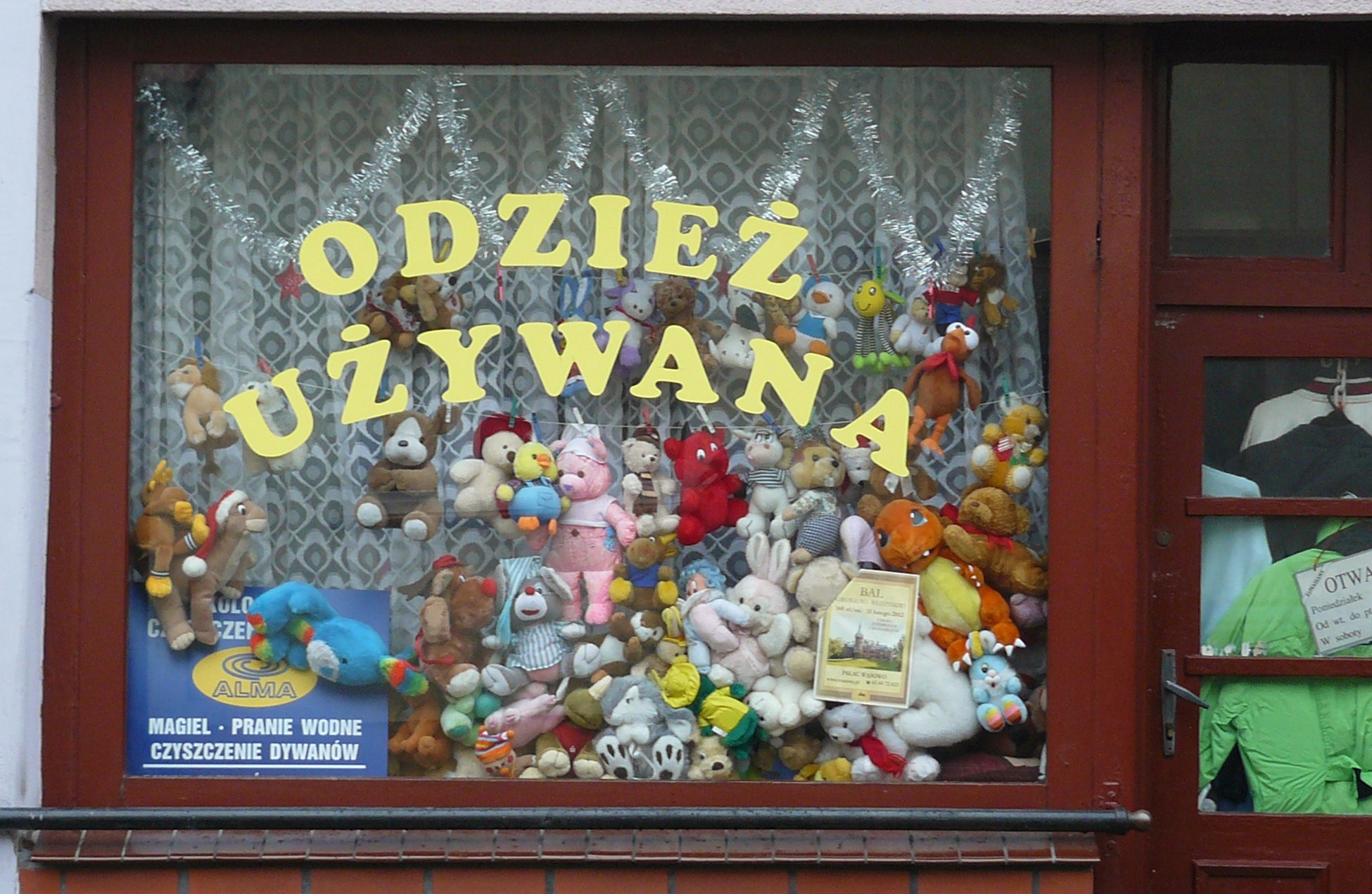
Boutique de vêtements et jouets de seconde main à Pniewy, en Pologne.

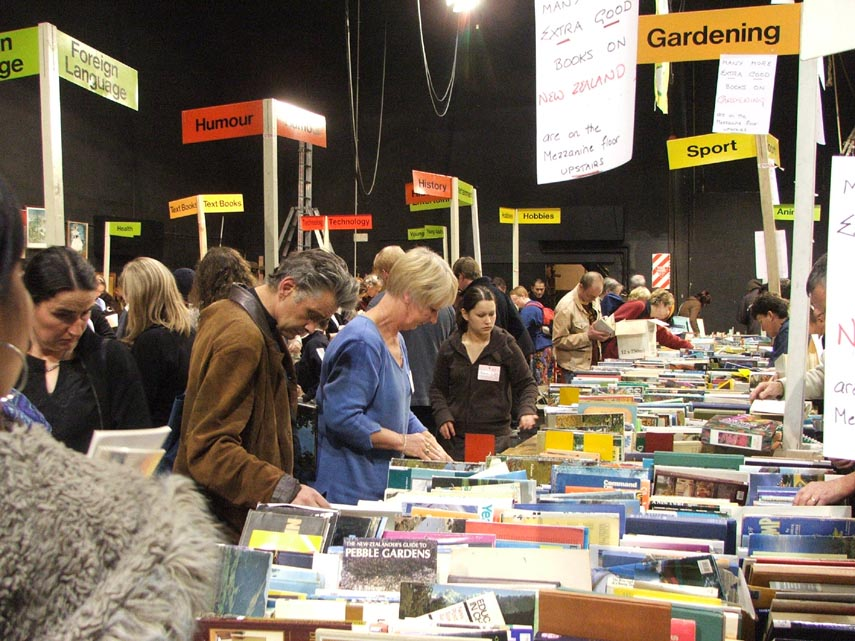
Les livres font partie des objets que l'on peut échanger ou faire circuler via le marché des livres d'occasion (ici à Dunedin, en Nouvelle-Zélande.

La prévention quantitative consiste, sur la base du principe des trois R (réduire, réutiliser, recycler) à développer des stratégies individuelles et collectives permettant de :
- privilégier l’éco-conception des produits ;
- favoriser la réutilisation ou le ré-emploi, in situ si possible (avec le compostage par exemple ou la méthanisation parfois) ;
- promouvoir l’éco-consommation (acheter mieux, jeter moins…) ;
- lutter contre l'obsolescence programmée et prolonger la durée vie des objets (par leur utilisation partagée, leur réutilisation, la réparation, le don…).

### Prévention qualitative
La prévention qualitative vise à minimiser la dangerosité et l’impact des produits sur l’environnement et la santé : 
- pour que le produit soit biodégradable, aisément démontable, recyclable, réutilisable ou inerte jusqu'en fin de vie ;
- pour que la dangerosité du déchet soit supprimée ou réduite au maximum.

Elle se répercute directement sur la balance de notre poubelle, tandis que la prévention qualitative fait intervenir des paramètres plus difficiles à mesurer, comme la sécurité ou dangerosité d’un produit (nombre de micro-grammes de métaux lourds, équivalent-toxique, radioactivité, leurres hormonaux, etc.)

## Méthodes et moyens

### La dématérialisation
La dématérialisation vise à « réduire la « base matérielle » des économies modernes, c'est-à-dire les flux de matières nécessaires au fonctionnement de ces économies ». La dématérialisation paraît être une des voies alternatives à l’évolution consumériste non soutenable. Ce nouveau modèle combine des avantages économiques, sociaux et environnementaux. Par exemple, la ville de Vienne en Autriche, s’est lancée dans une vaste campagne de dématérialisation. Elle a donc choisi d’investir dans des campagnes de sensibilisation plutôt que dans des infrastructures d’élimination des déchets.
Dans le domaine industriel, la fourniture de services permet aux entreprises d’accroître leurs profits tout en nuisant au minimum à l’environnement. En effet, « quand une entreprise fournit un service relié au produit, elle assume la responsabilité de l'entretien, des réparations, de la disposition et du recyclage du produit durant les phases de l'utilisation et de la fin du cycle de vie. » Elle fait donc en sorte que le produit soit le moins problématique possible dans sa phase déchet et, par la même occasion, elle fidélise son client et s’assure ainsi une sorte de rente sur celui-ci.
L'utilisation de biens partagés s’inscrit dans le même ordre d’idées. Quand plusieurs personnes utilisent un bien sans en être propriétaire exclusif, le produit est utilisé de façon plus « efficiente » et, en cas de panne, un service de maintenance permet une utilisation encore plus durable du bien. Quelques exemples d'utilisations partagées d'un produit : des photocopieuses pour des associations, des lave-linge et sèche-linge pour de petites copropriétés, de l’outillage pour un lotissement…

### La réutilisation ou l’allongement de la vie d’un produit
Du point de vue de l’OCDE, par réutilisation des produits on entend « l’utilisation multiple d’un produit dans sa forme initiale, pour sa fonction d’origine ou une fonction alternative, avec ou sans remise à neuf. » La réparation, la revente, le don ou la consignation sont des méthodes qui évitent aux biens d’être jetés après que l’utilisateur n’en ait plus besoin. De plus la réutilisation est créatrice d’emplois locaux. Dans bien des cas, elle permet à des entreprises d’économies sociales de faire travailler des personnes peu qualifiées, qui sont souvent exclues du monde du travail.

## Changement de comportement et éco-consommation
Orienter le consommateur vers des comportements plus respectueux de l’environnement permettrait de faire baisser drastiquement le poids/volume des déchets. Seule une minorité de personnes agit dans ce sens, il faudrait donc s’attaquer au reste de la population afin de convaincre le plus grand nombre de la nécessité d’adopter ces comportements.
- l’achat de produits respectueux de l’environnement,
- le compostage des déchets,
- l’utilisation d’emballages consignés,
- l’achat de piles rechargeables,
- l’utilisation d’emballages réutilisables.

Les campagnes de sensibilisation qui ont le mieux fonctionné concernaient le tri des déchets, la collecte des piles et la collecte sélective. Malheureusement, ces conduites écologiques sont curatives et non préventives, et pour arriver à ces résultats, il a fallu des campagnes de communication massives.
La prévention consisterait à amener le grand public à éviter la consommation de biens inutiles, souvent par ailleurs produits dans des conditions sociales et environnementales déplorables et d'une piètre qualité et donc d’une durée d’utilisation réduite… 
Prévention et tri sélectif sont des concepts distincts mais complémentaires. Trier ne doit pas empêcher une réduction préventive des déchets ; à la source (écoconception) et par les comportements d'achat.

## En France
Un premier Plan national de prévention des déchets a été lancé en 2004, ne contenant que des encouragements à des actions volontaires.
Dix ans après (le 28 août 2014) un programme national de prévention des déchets est adopté, plus contraignant, précisé par un arrêté ministérieltraduisant dans le droit français de l'environnement la directive européenne cadre sur les déchets de 2008, avec des objectifs, et des mesures sur 6 ans (pour 2014-2020 ; ce plan national devient opposable aux futurs programmes locaux de prévention des déchets (et aux plans de prévention et de gestion des déchets dangereux, des déchets non dangereux et des déchets du BTP, trois types de déchets pour lesquels en 2014, le plan national n'a cependant pas voulu fixer d'objectif de réduction, alors que ces déchets aient continué à s’accroître dans les années 2010. Le ministère de l’Écologie propose seulement une stabilisation de la production annuelle de ces déchets). Ce nouveau plan (2014) est le volet « prévention » du Plan déchets 2020 que le gouvernement prépare en 2013-2014, avec un groupe de travail « prévention » au sein du Conseil national des déchets, dont le projet a été soumis à la consultation publique l'hiver 2013-2014 afin de recueillir les observations du public (dont certaines ont été prises en compte).
Il vise à « découpler la production de déchets de la croissance économique » afin de diminuer d'au moins 7 % de la production de déchets ménagers et assimilés (DMA) par habitant en 2020 par rapport au niveau de 2010. Le nombre des déchets concernés a été légèrement élargi, mais cet objectif ne fait que reprendre et prolonger l'objectif de la loi Grenelle 1 pour la période 2008-2013, et il reste difficile en France d'évaluer précisément la quantité de déchet déchets ménagers et assimilés produite et recyclée, faute d'indicateur adapté ou facile à renseigner.
Selon le gouvernement une réduction de 7 % a déjà été atteinte de 2008 à 2013 par certaines collectivités (Conseils généraux notamment, dont celui de l'Allier par exemple), qui aidées par l'Ademe, ont volontairement mis un plan de prévention/réduction en place, mais la crise de 2008 et la baisse de consommation qui l'a accompagné pourraient expliquer une partie de ce bon résultat. Ces plans locaux devraient devenir obligatoires (selon un décret en projet en 2014), et à mettre en place par les collectivités chargées de la gestion de ces déchets. Ceci sera fait au mieux avec 2 ans de retard car selon la loi Grenelle II, ces plans auraient dû être adoptés « au plus tard le 1er janvier 2012 ». Un appel à projets "territoires zéro gaspillage, zéro déchet" a été lancé pour les accompagner.
La prévention doit s'appuyer sur 54 actions et treize axes stratégiques à mettre en place progressivement ; il s'agit notamment de développer des filières REP, lutter contre l'obsolescence programmée, prévenir les déchets d'entreprises et du BTP, les déchets verts (au profit du compostage in situ par exemple). Il s'agit encore de diminuer le gaspillage alimentaire et les déchets en mer, de promouvoir une consommation responsable, et une planification locale de la prévention, avec des administrations à rendre exemplaires.
En 2014, le ministère de l'Écologie propose de travailler sur la durée de vie des produits, la consigne et l'éco-modulation des barèmes de contributions dans le cadre des filières REP. L'ONGE FNE se réjouit de ces annonces, mais « restera vigilante pour qu'elles ne restent pas lettre morte. Quant aux nouveaux modèles économiques, tels que la re-fabrication, l'économie de fonctionnalité, la modularité des produits et des bâtiments, ils ne font encore l'objet d'aucune mesure » regrette Patrick Hervier, pour le réseau prévention et gestion des déchets de France Nature Environnement.